# Раколупинці (затоплене село)
Раколупинці (Раколупці) (у 1966—1981 — Барвінкове) — колишнє село, яке розташовувалося у долині річки Ушиця, навпроти села Вахнівці, належало до Кам'янець-Подільського району Хмельницької області.
У 1981 році затоплене при створенні Дністровського водосховища — підпір води водосховища затопив долину річки Ушиця, перетворивши її майже на 30 км на північ від гирла фактично на затоку водосховища, затопивши при цьому 4 села — окрім Раколупців, ще й Кривчани, Чугор та Косиківський Яр.

## Історія
За даними видання «Волости и важнѣйшія селенія Европейской Россіи» (1885): «Раколупинці — колишнє власницьке село при річці Ушиця, 236 осіб, 28 дворових господарств, водяний млин». Входило до складу Грушківської волості Ушицького повіту Подільської губернії. 1923 року територія Грушківської волості, зокрема і село Раколупці, увійшла до складу Староушицького району. Після його ліквідації 23 вересня 1959 року Раколупці ввійшли до складу Кам'янець-Подільського району. Підпорядковувалися Чабанівській сільській раді.
15 серпня 1966 року село перейменоване на Барвінкове. У зв'язку з будівництвом Дністровського гідровузла рішенням Хмельницького облвиконкому від 27 жовтня 1981 року село Барвінкове виключено з облікових даних.